# Edwards-Halbinsel
Die Edwards-Halbinsel ist eine 32 km lange und vereiste Halbinsel an der Nordküste der Thurston-Insel vor der Küste des westantarktischen Ellsworthlands. Sie liegt zwischen dem Murphy Inlet und dem Koether Inlet.
Ihre Position wurde anhand von Luftaufnahmen der United States Navy vom Dezember 1946 während der Operation Highjump (1946–1947) und solcher der Navy-Flugstaffel VX-6 vom Januar 1960 bestimmt. Das Advisory Committee on Antarctic Names benannte sie nach Leutnant Donald L. Edwards, Navigator auf dem Eisbrecher USCGC Burton Island während der Forschungsfahrt der US Navy im Februar 1960 in die Bellingshausen-See.